# Раде Говедарица
Раде Говедарица (Крекови, 1935 — Требиње, 2010) био је протојереј-ставрофор Српске православне цркве.

## Живот
Прота Раде Говедарица је рођен 1935. године у селу Крекови код Невесиња од оца Саве. После завршене ниже гимназије у Невесињу уписао је Богословску школу у манастиру Раковици код Београда. Након завршене Богословије, митрополит Владислав Митровић га је рукоположио 1. априла у чин ђакона, а 2. априла 1961. у чин презвитера и поставио га за пароха Шумског. Године 1967. бива постављен за пароха Чапљинске парохије коју опслужује све до 1992. године. Од 1992. је био старешина храма у Билећи и парох Билећки. Прота Раде је после 2000. године имао мождани удар када је и пензионисан. Од тада је водио миран породични живот са својом породицом у Требињу. Преминуо је 2010. године у Требињу. 

### Богословски дани
Прота је у Богословији био школски друг владике Артемија Радосављевића, Амфилохија Радовића, Атанасија Јевтића, проте Момчила Раичевића, Војислава Чаркића Жуће, владике Лаврентија и других. 

### Свештеничка служба у доба Комунизма
По постављењу за пароха Шумског на Хуму код требиња од 60 кућа Српских само је једна примала свештеника, ускраћен је био и за остале благодети достојне човјека.Као потомак свештеничке фамилије која је у та доба имала 14 свештеника, четничке традиције и национално свестан човек није одговарао ни структурама у власти, а ни њиховим слугама унутар цркве. Тако да проту Држвна безбедност и тајна полиција стављају на списак непријатеља Југославије и активно раде на његовом случају, преко праћења,саботажа итд. Покушавали су како ми је причао и да га подмите и купе, али остали су кратких рукава. Но многе друге свештенике ове епархије УДБА је купила, те су они учествовали у шпијунирању оца Рада. Док је опслуживао Чапљинску парохију па све до 1992 трпио је и одолевао ударима усташко комунистичких структура западне Херцеговине. Протини сапатници тог времена били су игуманија Теодора из манастира Дужи и игуман Симеон из манастира Добрићево, а служба их је мотрила оком свештеника Богољуба Чанића који је имао шифровано име СДБ Прокопије.